# 北河三
北河三，即雙子座β星（β Geminorum，縮寫為β Gem），是一顆位於雙子座，距離太陽約34光年，已經演化呈現橙色色調的巨星。它是最接近太陽的巨星。
自1943年迄今，這顆恆星的光譜是其它分類的依據標準之一。在2006年，發現它有一顆行星，被命名為北河三b（β Gem b），並已確認它的軌道。

## 恆星性質
依巴谷天文測量衛星以視差測得它與太陽的距離大約是33.78光年（10.36秒差距） 。

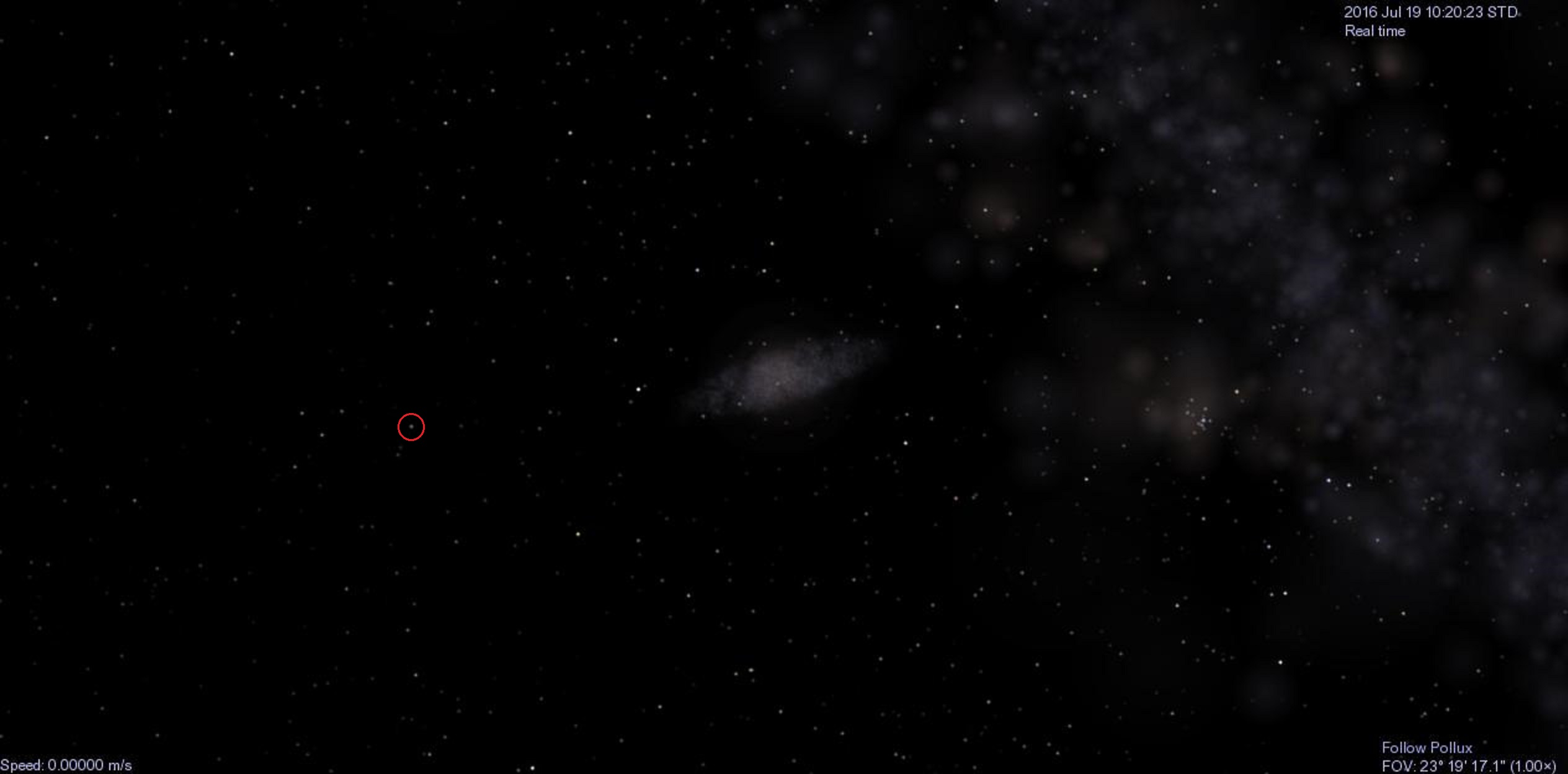
從北河三看太陽的位置會落在人馬座。使用Celestia製圖。

北河三的視星等為1.14等，在亮星表中，它比同星座的北河二（雙子座α）還要明亮。北河三和太陽相比，質量約為太陽的2倍，直徑約為太陽的9倍。北河三原本是一顆A型主序星，但已經耗盡了核心的氫燃料，並演化成為光譜類型為K0III的巨星 。這顆恆星外面殼層的有效溫度大約是4666 K，位於K型恆星呈現橙色色調的範圍內 。北河三的投影轉速是2.8 km•s−1。除了氫和氦之外的其他元素豐度，也就是金屬的豐度，估計範圍從太陽的85%至155%不等，還沒有正確的數值（需要注意的是天文學家所說的金屬，是指氫和氦之外的所有其他元素）。
軌道上的倫琴衛星（ROSAT）探測到微弱的X射線輻射，這是北河三有低水準磁活動的證據。來自這顆恆星的X射線輻射大約是1027 erg s−1，大約與來自太陽的相等。已經證實北河三的表面磁場強度低於1高斯，這是在恆星上發現的最微弱磁場之一。磁場的存在表明，北河三曾經是一顆具有更強磁場的Ap星。恆星的徑向速度有小振幅的變化，但不是光度學上的變化 。

## 行星系統
自1993年起，科學家就測量到徑向速度的振盪，因而懷疑北河三有行星環繞著。在2006年6月16日證實並宣布它有一顆行星。計算出北河三b的質量至少是木星的2.3倍，環繞北河三的周期大約是590日。
| 成員 (依恆星距離) | 质量            | 半長軸 (AU) | 轨道周期 (天) | 離心率      | 傾角 | 半径 |
| ----------------- | --------------- | ----------- | ------------- | ----------- | ---- | ---- |
| b                 | >2.30 ± 0.45 MJ | 1.64 ± 0.27 | 589.64 ± 0.81 | 0.02 ± 0.03 | —    | —    |

## 外部連結
- . ARICNS.   [November 21, 2005]. （原始内容存档于2005年9月4日）.

- Extrasolar planet confirmed around β Geminorum
- Precise Radial Velocities of Giant Stars II. Pollux and its Planetary Companion（页面存档备份，存于）

- . The Extrasolar Planets Encyclopaedia.   [2008-06-24]. （原始内容存档于2008-06-01）.
- . SolStation.   [2005-11-21]. （原始内容存档于2012-02-18）.
- Sabine Reffert;  et al. . Astrophys. J. 2006-07-07, 652 (1): 661–665  [2014-03-30]. Bibcode:2006ApJ...652..661R. arXiv:astro-ph/0607136 . doi:10.1086/507516.